# Vallø Kommune
Vallø Kommune i Roskilde Amt blev dannet ved kommunalreformen i 1970. Ved strukturreformen i 2007 blev den lagt sammen med Stevns Kommune.

## Tidligere kommuner
Vallø Kommune blev dannet i 1962 ved frivillig sammenlægning af 4 sognekommuner:
| Kommune           | Folketal november 1960 | Byer    |
| ----------------- | ---------------------- | ------- |
| Endeslev-Vråby    | 982                    |         |
| Hårlev-Himlingøje | 1.609                  | Hårlev  |
| Valløby-Tårnby    | 880                    | Valløby |
| Varpelev          | 248                    |         |
| I alt             | 3.719                  |         |

Ved selve kommunalreformen blev Vallø Kommune flyttet fra Præstø Amt til Roskilde Amt og lagt sammen med endnu en sognekommune:
| Kommune | Folketal 1. januar 1970 | Byer                   |
| ------- | ----------------------- | ---------------------- |
| Vallø   | 4.128                   |                        |
| Strøby  | 2.648                   | Strøby og Strøby Egede |
| I alt   | 6.776                   |                        |

## Sogne
Vallø Kommune bestod af følgende sogne fra Bjæverskov Herred og Stevns Herred, som begge hørte til Præstø Amt:
- Endeslev Sogn (Bjæverskov Herred)
- Himlingøje Sogn (Bjæverskov Herred)
- Hårlev Sogn (Bjæverskov Herred)
- Tårnby Sogn (Bjæverskov Herred)
- Strøby Sogn (Stevns Herred)
- Valløby Sogn (Bjæverskov Herred)
- Varpelev Sogn (Stevns Herred)
- Vråby Sogn (Bjæverskov Herred)

## Borgmestre[3]
| Navn              | Parti             | Periode   |
| ----------------- | ----------------- | --------- |
| Jørgen Larsen     | Venstre           | 1970-1974 |
| Helge Madsen      | Socialdemokratiet | 1974-1978 |
| Uffe Midtgaard    | Venstre           | 1978-1982 |
| Holger Sonne      | Lokalliste        | 1982-1986 |
| Jens P. Kure      | Lokalliste        | 1986-1990 |
| Linda Egaa        | Socialdemokratiet | 1990-1994 |
| Poul Arne Nielsen | Venstre           | 1994-2006 |